# Ferfay
Ferfay è un comune francese di 967 abitanti situato nel dipartimento del Passo di Calais nella regione dell'Alta Francia.

## Storia

### Simboli
Il comune non ha adottato lo stemma che era stato proposto e illustrato nell'Armorial des Archives du Pas-de-Calais nel 1996 (d'argento, al merlo di nero, imbeccato e membrato di rosso; al capo dello stesso, caricato di tre bisanti d'argento) preferendo invece uno scudo inquartato con gli stemmi di quattro famiglie; almeno tre di queste hanno posseduto la signoria di Ferfay.
Gli elementi presenti nel primo quarto non sono identificabili con simboli di signori locali; nel secondo quarto, compaiono le armi della famiglia d'Olhain che si trovavano scolpite sull'antica cappella signorile di Ferfay con la data del 1551e poi spostate sopra il portale della chiesa; nel terzo quarto sono ricordati i De Lières d’Ostrel, signori di Ferfay e di Marles dalla fine del XVI secolo; nel quarto compare il blasone della famiglia D'Hinnisdäl, che possedette la signoria a partire dal XVII secolo. Quest'ultima famiglia, originaria della Vestfalia, portava uno stemma: di nero; al capo d'argento, caricato di tre folaghe di nero, con becco e zampe di rosso. Le folaghe sono state talvolta sostituite da anatrelle o merlotti, qui sono state trasformate in merli. La signoria passò dai De Lières d'Ostrel ai D'Hinnisdäl attraverso il matrimonio, avvenuto nel 1657, di Barbe de Lières d'Ostrel, figlia di Antoine de Lières d'Ostrel, signore di Ferfay, con Pierre-Herman d'Hinnisdäl, signore e barone di Fumal.
Sullo scudetto in cuore è raffigurata una lampada da minatore, elemento frequente negli stemmi dei comuni del bacino minerario del Pas-de-Calais; il ferro di cavallo (fer à cheval) è quasi sicuramente un'allusione al nome del comune. Delle foglie di felce come ornamenti esterni evocano i fossili di felce che i minatori trovavano spesso nei blocchi di carbone. Lo scudo è timbrato dalla corona muraria d'argento a tre torri.

## Società

### Evoluzione demografica
Abitanti censiti